# AIK Friidrott
AIK Friidrott, eller allmän idrott som det hette på den tiden då sektionen var aktiv, var den första sektionen i AIK och startades samtidigt som klubben, nämligen den 15 februari 1891. Den allmänna idrotten, eller friidrotten, var den stora idrotten denna tid och var helt grundläggande för idrottsverksamheten. Friidrotten var också AIK:s största och bästa idrott från och med 1890-talet till 1910-talet. Man vann 26 SM-guld, man tog 19 officiella svenska rekord (samt 26 inofficiella), ett officiellt världsrekord (samt 4 inofficiella) och så hade man nio stycken olympiska starter. Med detta var AIK Sveriges ledande friidrottsklubb precis innan, under och efter sekelskiftet.

## Historik

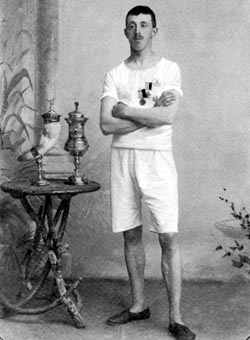
Patrik Löfgren med Dicksonpokalen

Den 26 juli 1891 höll AIK ett klubbmästerskap, som endast var för medlemmar, på Ladugårdsgärdet. Grenarna som fanns var då 2500 meter gång, 150 meter sprint och löpning på en engelsk mile. Sammanlagt så deltog det 13 stycken i dessa tävlingar.
AIK:s första stjärna var också Sveriges första stjärna - Patrik Löfgren. Det var hans förtjänst att AIK vann den åtråvärda Dicksonpokalen för alltid, som enda svenska klubb, efter att ha vunnit tävlingen tre år i rad 1892-1894.
AIK hade sin storhetstid under det första decenniet av 1900-talet. Det var främst stafettlöpning som AIK var framstående i - med ett världsrekord i stafett 4x200 meter som den största höjdpunkten. Man tog under detta decennium inte mindre än 19 officiella svenska rekord, vann 26 SM-guld och så gjorde man nio olympiska starter. De bästa två placeringarna var femma i stående längd samt elva i spjut med båda händerna. Paul Zerling var AIK:s sista friidrottsstjärna då han var Sveriges bästa häcklöpare 1914-1915.
1916 så lades friidrottssektionen ned då andra idrotter, främst fotboll, förde AIK-färgerna vidare. 1929 gavs dock chansen att ta över IK Modes friidrott, men ingenting hände av detta erbjudande.

## SM-guld
- 100 meter: 1900
- 200 meter: 1910
- 400 meter: 1906, 1909, 1910, 1912
- 10 000 meter: 1910
- 110 meter häck: 1915
- 400 meter häck: 1914, 1915
- 4x100 meter: 1900, 1901, 1905, 1906, 1913
- 4x400 meter: 1912
- Gång 5000 meter: 1898
- Tresteg: 1910, 1911
- Stående längdhopp: 1908, 1909, 1910, 1911
- Stående höjdhopp: 1908
- Höjdhopp: 1910
- Spjutkastning med båda händerna: 1910